# Локателло
Локателло (італ. Locatello) — муніципалітет в Італії, у регіоні Ломбардія, провінція Бергамо.
Локателло розташоване на відстані близько 500 км на північний захід від Рима, 50 км на північний схід від Мілана, 19 км на північний захід від Бергамо.
Населення — 829 осіб (2014).
Щорічний фестиваль відбувається 15 серпня. Покровителька — Богородиця Небовзята.

## Демографія
Населення за роками:

Станом на 1 січня 2023 року в муніципалітеті офіційно проживало 109 іноземців з 11 країн, серед них 14 громадян країн Євросоюзу.

## Сусідні муніципалітети
- Брумано
- Корна-Іманья
- Фуїп'яно-Валле-Іманья
- Рота-д'Іманья